# IKON
iKON (кор. 아이콘, читається як Айкон) — південнокорейський бой-бенд, сформований 2 вересня 2014 агенцією YG Entertainment, у складі якого 6 учасників: Боббі, Джей, Сон, Джуне, Дікей, Чан. Сьомий учасник Біай покинув гурт у червні 2019 року. 15 вересня 2015 гурт дебютував з синглом «My type» з альбому Welcome Back. Усього за кілька годин пісня взяла all-kill, а за 13 годин кліп набрав більше мільйона переглядів.
У грудні 2022 iKon після закінчення контрактів з YG Entertainment вирішили їх не продовжувати і підписали контакт з 143 Entertainment. Гурт випустив свій третій студійний альбом Take Off у травні 2023.

## Назва
За словами президента YG Entertainment Ян ХьонСок, літера «С» в слові «ICON» була замінена на «К», яка уособлює всю Корею. iKON повинні стати іконою не тільки в Кореї, але і у всьому світі.

## Історія

### Пре-дебют
Група вперше була представлена в 2013 році в шоу на виживання WIN: Who Is Next як команда B (Team B), яка складалася з B.I, BOBBY, Чжінхвана, Чжуне, Юнхьона і Донхьока. Обидві команди, Team А і Team В були стажистами в YG Entertainment. За результатами глядацького голосування виграла команда А, яка дебютувала як WINNER.
9 листопада 2013 Теян з Big Bang випустив кліп на пісню «Ringa Linga», де B.I, BOBBY і JAY знімалися в якості бек-танцюристів.
У квітні 2014 Team B приєдналися до YG Family на концертах в Японії в рамках їх світового туру «2014 World Tour: Power».
18 травня 2014 B.I і BOBBY взяли участь у прослуховуванні SHOW ME THE MONEY 3.
У червні 2014 Team В отримали другий шанс: пройти через ще одне шоу на виживання — MIX & MATCH. До Team B, що складається на той момент з 6 учасників (всі, крім Чон Чану), додали ще 3 стажиста, Ян ХонСока, Чон ДжінХьона і Чон Чану. Суть програми полягала в тому, що майбутні iKON дебютують складом в 7 чоловік. У однойменній прес-конференції було оголошено, що B.I, BOBBY і Чжінхван — вже затверджені учасники iKON, проте інші шестеро повинні були боротися за місце в групі. Team B провели фан-мітинги в Сеулі, Пекіні і Токіо, де глядачі голосували за того чи іншого учасника, і за результатами цих голосувань перемогли Чжуне, Юнхьон, Чану і Донхьок.
У серпні було підтверджено їх участь у сеульському концерті. Концерт YG Family в Сеулі був частиною фестивалю під назвою «AIA: Real Life: Now Festival 2014» поряд з концертом Lady Gaga. YG Fam і Lady Gaga виступили як хедлайнери 15 і 16 серпня відповідно. iKON були обрані почесними послами Міжнародного Молодіжного Чемпіонату +2015 «Suwon JS Cup U-18». Чемпіонат проходив з 29 квітня по 3 травня 2015 року.
У липні 2015 року було оголошено, що дебют iKON відбудеться 15 вересня 2015 року.

## Учасники
| Дійсні учасники  | Дійсні учасники | Дійсні учасники | Дійсні учасники | Дійсні учасники | Дійсні учасники | Дійсні учасники            | Дійсні учасники                                                               |
| Сценічне ім'я    | Сценічне ім'я   | Сценічне ім'я   | Справжнє ім'я   | Справжнє ім'я   | Справжнє ім'я   | Дата народження            | Позиція в гурті                                                               |
| Українською      | Латиницею       | Хангилем        | Українською     | Латиницею       | Хангилем        | Дата народження            | Позиція в гурті                                                               |
| ---------------- | --------------- | --------------- | --------------- | --------------- | --------------- | -------------------------- | ----------------------------------------------------------------------------- |
| Джей             | JAY             | 제이            | Кім Чжінхван    | Kim Jinhwan     | 김진환          | 7 лютого 1994 (31 рік)     | Лідер, головний вокаліст                                                      |
| Сон              | SONG            | 송              | Сон Юнхьон      | Song Yunhyeong  | 송윤형          | 8 лютого 1995 (30 років)   | Провідний вокаліст, центр                                                     |
| Боббі            | BOBBY           | 바비            | Кім Чжівон      | Kim Jiwon       | 김지원          | 21 грудня 1995 (29 років)  | Автор пісень, репер, саб-вокаліст, обличчя групи                              |
| Дікей            | DK              | 디케이          | Кім Донхьок     | Kim Donghyuk    | 김동혁          | 3 січня 1997 (28 років)    | Автор пісень, головний танцюрист, вокаліст, саб-репер                         |
| Джуне            | JU-NE           | 준회            | Ку Чжунхе       | Koo Junhoe      | 구준회          | 31 березня 1997 (28 років) | Головний вокаліст                                                             |
| Чан              | CHAN            | 찬              | Чон Чану        | Jung Chanwoo    | 정찬우          | 26 січня 1998 (27 років)   | Вокаліст, макне                                                               |
| Колишні учасники |                 |                 |                 |                 |                 |                            |                                                                               |
| Біай             | B.I.            | 비아이          | Кім Ханбін      | Kim Hanbin      | 김한빈          | 22 жовтня 1996 (28 років)  | Колишній лідер, автор пісень, головний танцюрист, ведучий репер, саб-вокаліст |

## Дискографія

### Корейські альбоми

#### Студійні альбоми
- Welcome Back (2015)
- Return (2018)
- TAKE OFF (2023)

#### Мініальбоми
- New Kids: Continue (2018)
- New Kids: The Final (2018)
- I Decide (2020)
- Flashback (2022)

Сингл-альбоми
- New Kids: Begin (2018)
- PANORAMA (2023)

Цифрові сингл-альбоми
- #WYD (2016)
- RUBBER BAND (2018)
- Why Why why (2021)

### Японські альбоми

#### Студійні альбоми
- New Kids (2019)
- Flashback [+ I Decide] (2022)

## Відеографія
| Дата випуску | Пісня                           |
| ------------ | ------------------------------- |
| 14.09.2015   | MY TYPE (취향저격)              |
| 30.09.2015   | AIRPLANE                        |
| 30.09.2015   | RHYTHM TA (리듬 타)             |
| 15.11.2015   | 이리오너라(ANTHEM)              |
| 15.11.2015   | 지못미(APOLOGY)                 |
| 23.12.2015   | 덤앤더머(DUMB&DUMBER)           |
| 23.12.2015   | 왜 또(WHAT'S WRONG?)            |
| 27.05.2016   | 오늘 모해(#WYD)                 |
| 21.05.2017   | 벌떼 (B-DAY)                    |
| 21.05.2017   | BLING BLING                     |
| 25.01.2018   | 사랑을 했다(LOVE SCENARIO)      |
| 9.06.2018    | BEAUTIFUL                       |
| 2.08.2018    | 죽겠다(KILLING ME)              |
| 1.10.2018    | 이별길(GOODBYE ROAD)            |
| 6.01.2019    | I'M OKAY                        |
| 6.02.2020    | 뛰어들게(Dive)                  |
| 3.03.2021    | 왜왜왜(Why Why Why)             |
| 3.05.2022    | 너라는 이유(But You)            |
| 25.04.2023   | 딴따라(Tantara)                 |
| 4.05.2023    | U                               |
| 23.08.2023   | PANORAMA + PANORAMA (Drama Ver) |

## Фільмографія
- Heroes of Remix (2016, JSTV)
- iKon Idol School Trip (2017, JTBC)
- iKon TV (2018, YouTube & JTBC)
- iKon Heart Racing Youth Trip (2018, Olleh TV)
- YG Future Strategy Office (2018, Netflix)[7]
- Kingdom: Legendary War (2021, Mnet)
- Icon of Taste: One Summer Night (2021, Wavve)[8]
- iKON ON AIR (2022, YouTube)[9]
- Holiday Staff: iKON's DreamPing (2023, KOCOWO, Viki, 1theK)